# Барден, Джессика
Дже́ссика Э́ми Ба́рден (англ. Jessica Amy Barden; род. 21 июля 1992) — британская актриса.  Она известна своей ролью Алиссы в комедийно-драматическом сериале Channel 4 «Конец ***го мира» (2017–2019). Она также появлялась в таких фильмах, как «Ханна» (2011), «Лобстер» (2015), «Новый романтик» (2018) и «Розовое небо впереди» (2020).

## Жизнь и карьера
Барден родилась в Норталлертоне, в Норт-Йоркшире. Позже в 1995 году её семья переехала в Уэтерби, в Уэст-Йоркшир. Обучалась в Wetherby High School.
Её актёрский дебют состоялся в 1999 году, когда она сыграла маленькую роль в эпизоде телесериала «Мои родители — пришельцы». Позднее она появилась в эпизодах телесериалов «No Angels» и «The Chase».
В 2007 году сыграла Кейли Мортон в мыльной опере ITV «Улица Коронации». Её дебют состоялся в воскресенье 18 марта 2007 года. В апреле 2008 года было объявлено, что Кэйли и остальная часть семьи Мортон покинут телесериал в конце 2008 года, всего через полтора года пребывания в шоу. Джессика в последний раз появилась в «Улице Коронации» 29 сентября 2008 года.
В 2007 году она дебютировала в кино в комедийной драме «Революция миссис Рэтклифф», в которой рассказывается о семье, которая переезжает в Восточную Германию во время холодной войны. В 2009 году Джессика сыграла в знаменитой постановке Jerusalem в театре Ройал-Корт на Слоун-сквер, до того, как её перенесли в театр Аполло в Вест-Энде.
В 2010 году снялась в фильме «Неотразимая Тамара», основанном на одноимённом комиксе Пози Симмондс. В следующем году она сыграла роль Софии в фильме Джо Райта «Ханна. Совершенное оружие».
В период между 2012 и 2015 годами она появилась в триллере «Падение», в мистическом фильме «На темной половине» и психологическом триллере «Экстрасенс 2: Лабиринты разума», где снялась совместно с Марком Стронгом и Таиссой Фармигой.
В 2014 году она появилась в американском независимом фильме «Колыбельная».
В июле 2015 года она сыграла роль Кит Мармайкл в мини-сериале канала Би-би-си «Изгой», основанном на одноимённом дебютном романе Сэди Джонса. В том же году она сыграла Лидди в фильме «Вдали от обезумевшей толпы», который основан на одноимённом романе Томаса Харди. Барден также сыграла в чёрной комедии «Лобстер» режиссёра Йоргоса Лантимоса.
В 2016 году она сыграла ведущую роль в телевизионном фильме канала Channel 4 «Эллен» и роль Жасмин в комедии «Майндхорн».
В 2017 году было объявлено, что Джессика снимется в фильме ужасов «Habit» и телесериале канала Netflix «Конец ***го мира».  2018 году она сыграла Блейк в фильме «Новый романтик». В октябре 2019 года появилась в видеоклипе Конана Грэя «Maniac».
В январе 2021 года было объявлено, что Барден сыграет Джейн в грядущем сериале-триллере Netflix Части неё , адаптированном из одноимённого романа Карин Слотер.
Состоит в отношениях со сценаристом и режиссёром Максом Уинклером. В 2021 году у пары родился ребёнок.

## Фильмография

### Фильмы
| Год  | Название                       | Роль                            | Примечания | Источники            |
| ---- | ------------------------------ | ------------------------------- | ---------- | -------------------- |
| 2007 | Революция миссис Рэтклифф      | Мэри Ретклифф                   |            | [ 3 ]                |
| 2010 | Неотразимая Тамара             | Джоди Лонг                      |            | [ 15 ] [ 16 ]        |
| 2011 | Ханна. Совершенное оружие      | Софи                            |            | [ 17 ] [ 18 ]        |
| 2012 | Падение                        | Келли                           |            | [ 19 ] [ 20 ]        |
| 2012 | В тёмной половине              | Мэри                            |            | [ 21 ]               |
| 2013 | Экстрасенс 2: Лабиринты разума | Меган «Мышка» Скэнлон           |            | [ 28 ]               |
| 2014 | Колыбельная                    | Мередит                         |            | [ 22 ]               |
| 2015 | Вдали от обезумевшей толпы     | Лидди                           |            | [ 29 ] [ 30 ]        |
| 2015 | Лобстер                        | Женщина с носовым кровотечением |            | [ 31 ] [ 32 ]        |
| 2016 | Майндхорн                      | Жасмин                          |            | [ 33 ] [ 34 ] [ 35 ] |
| 2017 | Habit                          | Ли                              |            | [ 36 ] [ 37 ]        |
| 2018 | Новый романтик                 | Блейк Конуэй                    |            |                      |
| 2018 | Скарборо                       | Бет                             |            |                      |
| 2019 | Страна джунглей                | Скай                            |            |                      |
| 2020 | Pink Skies Ahead               | Винона                          |            |                      |
| 2022 | Каменные сердца                | Агата                           |            |                      |
| 2022 | Мертвая коса Келли             | [TBA]                           |            |                      |

### Телевидение
| Год       | Название               | Роль                                    | Примечания                                                        | Источники                          |
| --------- | ---------------------- | --------------------------------------- | ----------------------------------------------------------------- | ---------------------------------- |
| 1999      | Мои родители пришельцы | Девочка в школе                         | Телесериал (эпизод: «The Date»)                                   | [ 4 ]                              |
| 2005      | Без ангелов            | Люси                                    | Телесериал (1 эпизод)                                             | [ 5 ] [ 6 ]                        |
| 2006      | The Chase              | Эми                                     | Телесериал (1 эпизод)                                             | [ 5 ]                              |
| 2007-2008 | Улица Коронации        | Кейли Мортон                            | Телесериал (72 эпизода)                                           | [ 7 ] [ 8 ] [ 9 ] [ 10 ]           |
| 2011      | Comedy Showcase        | Бармейд                                 | Телесериал (эпизод: «Цыплята», пилотный для одноимённого сериала) | [ 38 ]                             |
| 2012      | Вера                   | Стелла Макен                            | Телесериал (эпизод: «Позиция призрака»)                           | [ 39 ]                             |
| 2013      | Прибытие               | Руби                                    | Телесериал (эпизод: «Война Сэмми»)                                | [ 40 ]                             |
| 2013      | Цыплята                | Барменша/Пенни                          | Телесериал (3 эпизода)                                            | [ 41 ]                             |
| 2014      | TEOTFW                 | Алисса                                  | Пилотный эпизод сериала Конец ***го мира                          |                                    |
| 2015      | Изгой                  | Кит Кармайкл                            | Телесериал (2 эпизода)                                            | [ 23 ]                             |
| 2016      | Убийство               | Джесс                                   | Телесериал (эпизод: «Большой взрыв»)                              | [ 42 ] [ 43 ] [ 44 ]               |
| 2016      | Страшные сказки        | Жюстина                                 | Телесериал (6 эпизодов)                                           | [ 45 ] [ 46 ]                      |
| 2016      | Эллен                  | Эллен                                   | Телефильм                                                         | [ 24 ]                             |
| 2017—2019 | Конец ***го мира       | Алисса                                  | Главная роль                                                      | [ 47 ] [ 48 ] [ 49 ] [ 50 ] [ 51 ] |
| 2019      | Lambs of God           | Сестра Карла                            | 4 эпизода                                                         |                                    |
| 2020      | Всё к лучшему          | Играет саму себя                        | 2 эпизода                                                         |                                    |
| 2021      | Робоцып                | Рей, дополнительные персонажи (озвучка) | 4 эпизода                                                         |                                    |
| 2021      | Части неё              | Джейн Куэллер                           | Главная роль                                                      | [ 52 ]                             |
| 2024      | Дюна: Пророчество      | Молодая Валя Харконнен                  |                                                                   |                                    |

### Радио
| Год  | Название   | Роль   | Примечания   |
| ---- | ---------- | ------ | ------------ |
| 2021 | SteelHeads | Джолин | Главная роль |

### Музыкальные видео
| Год  | Исполнитель | Песня                 |
| ---- | ----------- | --------------------- |
| 2019 | Конан Грэй  | «Maniac»              |
| 2019 | Оззи Осборн | «Under the Graveyard» |

## Награды и номинации
| Год  | Награда                                | Категория                           | Номинированная работа                      | Результат | Источник |
| ---- | -------------------------------------- | ----------------------------------- | ------------------------------------------ | --------- | -------- |
| 2011 | Премия Лондонского кружка кинокритиков | Молодой британский исполнитель года | Неотразимая Тамара                         | Номинация | [ 53 ]   |
| 2018 | IMDb Awards                            | Премия «Звезды прорыва»             | Конец ***го мира, Скарборо, Новый романтик | Победа    |          |
| 2019 | Премия британского независимого кино   | Лучшая второстепенная актриса       | Скарборо                                   | Номинация | [ 54 ]   |